# Kanton Rochefort-sur-Nenon
Rochefort-sur-Nenon is een voormalig kanton van het Franse departement Jura. Het kanton maakte deel uit van het arrondissement Dole. Het werd opgeheven bij decreet van 17 februari 2014 met uitwerking op 22 maart 2015. Alle gemeenten werden opgenomen in het nieuwe kanton Authume.

## Gemeenten
Het kanton Rochefort-sur-Nenon omvatte de volgende gemeenten:
- Amange
- Archelange
- Audelange
- Authume
- Baverans
- Brevans
- Châtenois
- Éclans-Nenon
- Falletans
- Gredisans
- Jouhe
- Lavangeot
- Lavans-lès-Dole
- Menotey
- Rainans
- Rochefort-sur-Nenon (hoofdplaats)
- Romange
- Vriange